# 龍山寺駅
龍山寺駅（りゅうざんじえき）は、台湾台北市万華区にある、台北捷運板南線の駅。駅番号は「BL10」。電車内の日本語放送は「りゅうざんじ」。

## 歴史
- 1999年12月24日 - 板橋線が当駅から西へ新埔まで延伸開業[2]:328。
- 2001年
  - 9月17日 - 台風ナーリー（納莉、平成13年台風第16号）の影響で午前7:40以降板南線が全線運休。当駅は直接の被害がなかったが、西門駅以東の数駅が水没し長期運休となる[2](p122)。
  - 10月14日 - 新埔～西門の復旧により当駅運営再開[2](p127)。
- 2013年3月1日 - 副駅名「艋舺商圈」を追加[3]。
- 2014年中 - 可動式ホーム柵の併用を開始[4]。

## 駅構造
地下2階に島式ホーム1面2線の地下駅で(p90-91)、ホーム中央は吹き抜けとなっている。改札口は東側（南港展覧館方）と西側（頂埔方）の2箇所ある。西側の改札外コンコースは龍山寺地下街と直結している。トイレは改札内にある。

### のりば
| 1 |  | 板南線（上り） | 南港展覧館方面     |
| 2 |  | 板南線（下り） | 亜東医院・頂埔方面 |

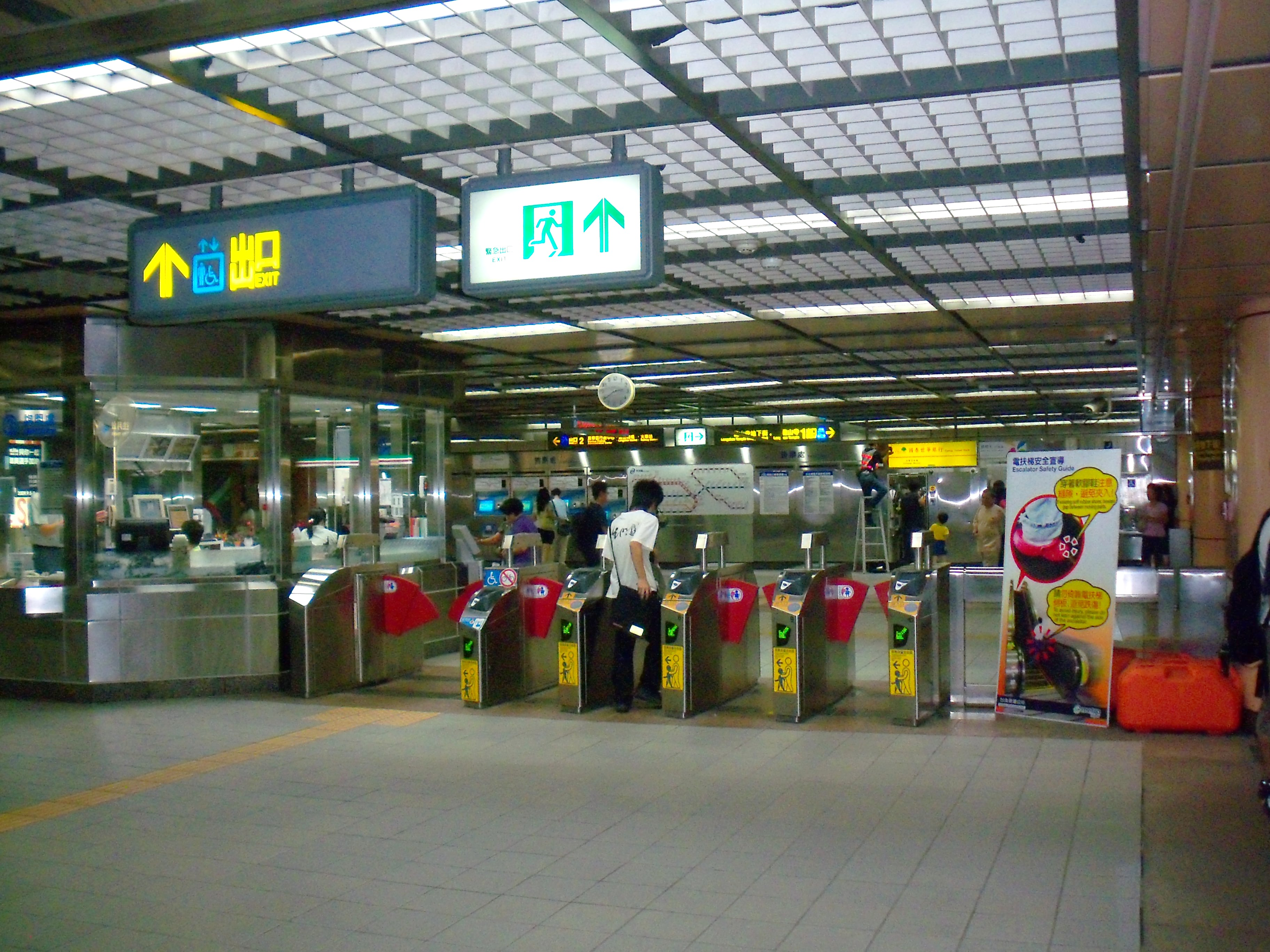
改札口
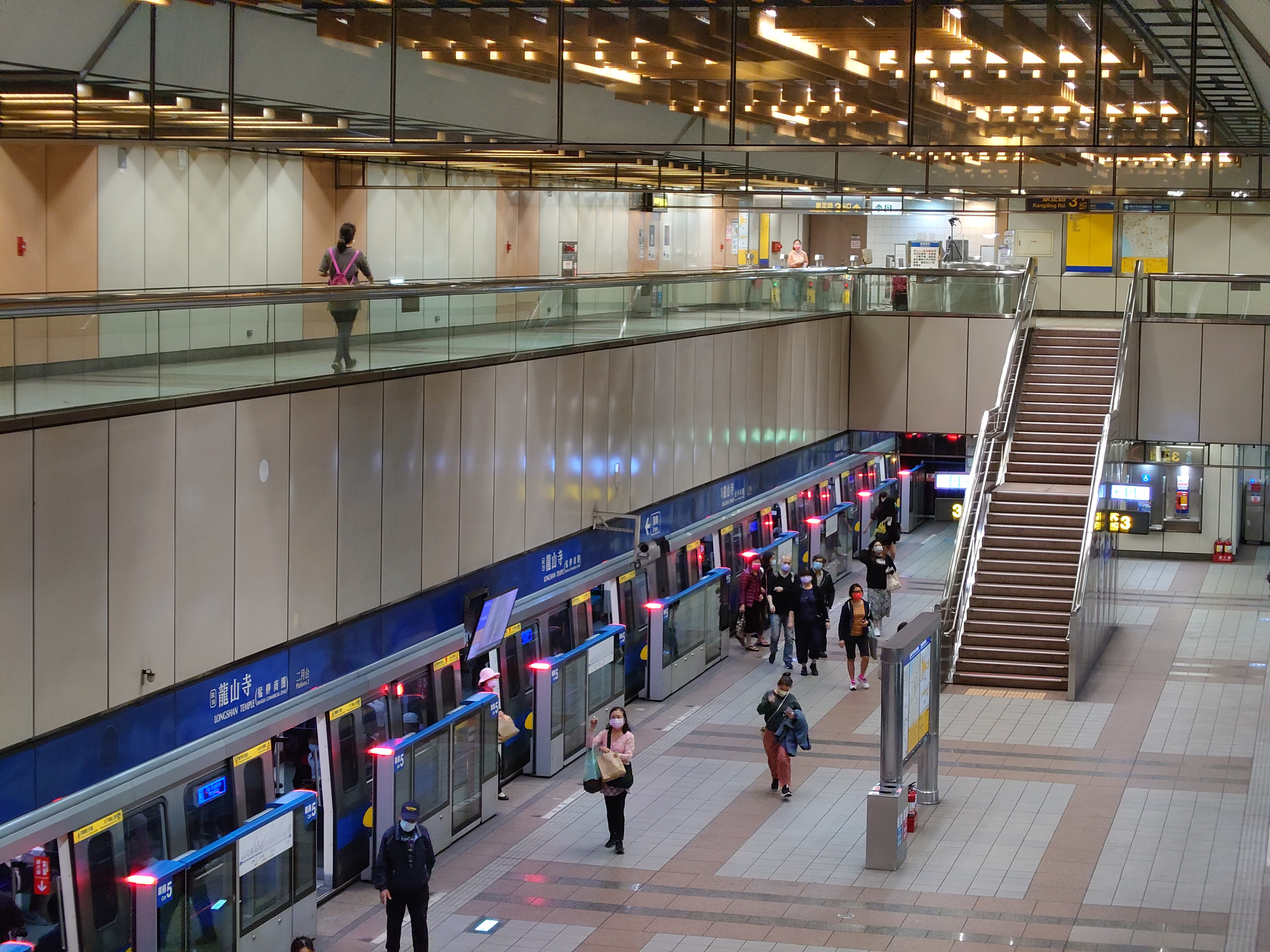
プラットホーム

### 駅出口
出口1・2は駅の西端、出口3は駅の東端。出口1は龍山寺地下街に接続する（地面上は艋舺公園）、出口2は龍山商場に接続する（地面上は万華区行政センター）。
- 出口1：龍山寺（和平西路北側、西園路東側）
- 出口2：台鉄万華車站（和平万華車站西路南側、西園路東側）
- 出口3：康定路（和平西路北側、康定路東側）

## 利用状況
| 年   | 年間利用客数 | 年間利用客数 | 年間利用客数 | 年間利用客数 | 1日平均  | 1日平均  |
| 年   | 乗車         | 下車         | 乗降計       | 出典         | 乗車     | 乗降     |
| ---- | ------------ | ------------ | ------------ | ------------ | -------- | -------- |
| 1999 | 114,300      | 134,041      | 248,341      | [ 6 ]        | 14,288   | 31,043   |
| 2000 | 5,874,428    | 6,256,104    | 12,130,532   | [ 6 ]        | 16,050   | 33,144   |
| 2001 | 4,265,579    | 4,653,181    | 8,918,760    | [ 6 ]        | 算出せず | 算出せず |
| 2002 | 4,947,812    | 5,356,320    | 10,304,132   | [ 6 ]        | 13,556   | 28,230   |
| 2003 | 4,777,920    | 5,237,391    | 10,015,311   | [ 6 ]        | 13,090   | 27,439   |
| 2004 | 5,584,016    | 5,801,664    | 11,385,680   | [ 6 ]        | 15,257   | 31,108   |
| 2005 | 6,261,051    | 6,295,157    | 12,556,208   | [ 6 ]        | 17,154   | 34,401   |
| 2006 | 6,799,757    | 6,675,213    | 13,474,970   | [ 6 ]        | 18,629   | 36,918   |
| 2007 | 7,356,032    | 7,134,685    | 14,490,717   | [ 6 ]        | 20,154   | 39,701   |
| 2008 | 8,175,159    | 7,892,283    | 16,067,442   | [ 6 ]        | 22,337   | 43,900   |
| 2009 | 8,352,711    | 7,998,335    | 16,351,046   | [ 6 ]        | 22,884   | 44,797   |
| 2010 | 8,916,385    | 8,557,027    | 17,473,412   | [ 6 ]        | 24,428   | 47,872   |
| 2011 | 9,317,067    | 8,899,255    | 18,216,322   | [ 6 ]        | 25,526   | 49,908   |
| 2012 | 9,582,961    | 9,104,888    | 18,687,849   | [ 6 ]        | 26,183   | 51,060   |
| 2013 | 9,651,095    | 9,149,365    | 18,800,460   | [ 6 ]        | 26,441   | 51,508   |
| 2014 | 9,793,728    | 9,244,145    | 19,037,873   | [ 6 ]        | 26,832   | 52,159   |
| 2015 | 10,101,561   | 9,568,356    | 19,669,917   | [ 6 ]        | 27,676   | 53,890   |
| 2016 | 10,460,324   | 9,940,673    | 20,400,997   | [ 6 ]        | 28,580   | 55,740   |
| 2017 | 10,798,366   | 10,282,826   | 21,081,192   | [ 6 ]        | 29,585   | 57,757   |
| 2018 | 11,282,310   | 10,786,726   | 22,069,036   | [ 6 ]        | 30,910   | 60,463   |
| 2019 | 11,703,409   | 11,242,912   | 22,946,321   | [ 6 ]        | 32,064   | 62,867   |
| 2020 | 9,407,065    | 9,064,781    | 18,471,846   | [ 6 ]        | 25,702   | 50,470   |
| 2021 | 6,695,303    | 6,418,790    | 13,114,093   | [ 6 ]        | 18,343   | 35,929   |

## 駅周辺

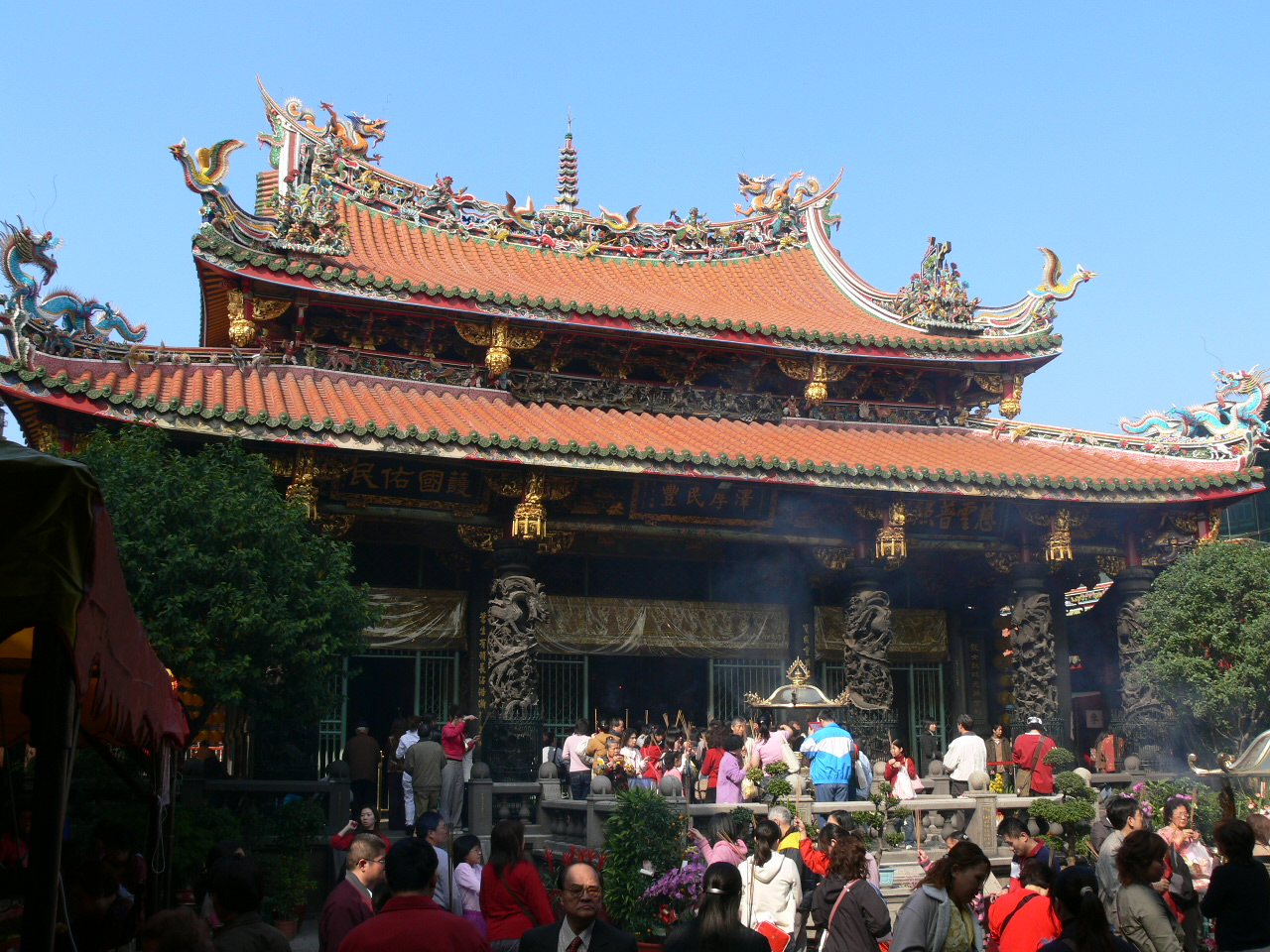
駅名の由来でもある、艋舺龍山寺

和平西路の下方、西園路口と康定路口の交差点にある。
- 艋舺龍山寺
- 台鉄万華駅 ※地上乗り換え
- 凱撒大飯店(台北凱達大飯店)（中国語版）
- 台北市政府万華辦公室
- スターバックス艋舺門市
- 万華区行政センター
- 艋舺公園（中国語版）
- 華西街觀光夜市（中国語版）
- 青草巷（西昌街224巷）
- 剝皮寮老街（中国語版）
- 老松国小（中国語版）
- 萬華夜市
- 艋舺地蔵庵（中国語版）
- 仁済医院（中国語版）
- 艋舺服飾商圈（中国語版）
- 家楽福桂林店
- YouBike（台北市公共自転車（中国語版））
  - 捷運龍山寺駅(1号出口)
  - 万華駅

- 台北市服飾文化館
- 和平青草園
- 台北市郷土教育中心
- 東三水街市場（中国語版）
- 柳郷市場
- 老松郵局
- 台北市政府警察局万華分局
- 龍山国小（中国語版）
- 龍山國中（中国語版）(万華社区大学)
- 立人高中（中国語版）
- 台北市立図書館（中国語版） - 柳郷民眾閲覧室
- 中国時報文化事業股份有限公司
- 艋舺大道（中国語版）
- 華江国小
- 華江橋（中国語版）

地下街
- 龍山寺地下街（中国語版）
- 龍山商場（中国語版）

## バス路線
- 捷運龍山寺駅：907、907区(華江-橋東)(隠蔵版路線)、264、568(原和平幹線)、701、仁愛幹線(原263)、藍28、656、245、231、234、705、201、49、265中央、985(原萬大樹林線先導公車（中国語版）)、265明徳、265区、265夜、1、38、38区、658
- 大理服飾：265中央、265明徳、705、234、673、藍28、265区、265夜、緑17、985(原萬大樹林線先導公車)
- 龍山寺(西園)：673、緑17、705、265中央、265明徳、265区、265夜、234、38、38区
- 昆明活動中心：49
- 昆明街口：242、231、62、重慶幹線(原601)、49、38区
- 萬華車站：62、重慶幹線(原601)、667、956、985(原萬大樹林線先導公車)、藍29、49、205、202区
- 龍山寺(西園)：38区、205、重慶幹線(原601)、49、62、201、242、藍29
- 中国時報：38、701、656、245、658、568(原和平幹線)、1、264、231、907、907区(華江-橋東)(隠蔵版路線)
- 華江橋：38、568(原和平幹線)、1、907、907区(華江-橋東)(隠蔵版路線)
- 萬華分局：18
- 桂林路：18
- 老松国小：18、218直、218、218夜、302、265中央、265明徳、265夜、265区、234、705、38、38区
- 莒光路口：重慶幹線(原601)、49、62、202区、205、藍29、985(原萬大樹林線先導公車)
- 時報大樓：667、956
- 艋舺大道口：667、956

## 隣の駅
台北捷運
 板南線
西門駅 (BL11) - 龍山寺駅 (BL10) - 江子翠駅 (BL09)

### 註釈
1. ↑  台風での南港線浸水による[2](pp129-130)。